# Aiskew
Aiskew är en by i civil parish Aiskew and Leeming Bar, i kommunen North Yorkshire, i grevskapet North Yorkshire, i England. Byn är belägen 18 km från Ripon. Byn hade 1 757 invånare år 2021. Byn nämndes i Domedagsboken (Domesday Book) år 1086, och kallades då Echescol.